# Marco Antonio Barrera
Marco Antonio Barrera, född 17 januari 1974 i Mexico City, Mexiko, är en mexikansk boxare som erövrat VM-titlar i tre olika viktklasser – lätt fjädervikt, fjäddervikt och lätt lättvikt. Han är en av det senaste decenniets mest framgångsrika boxare och anses vara en av de bästa boxarna någonsin från Mexiko.
Barrera blev proffs 1992 och erövrade sin första VM-titel 1995 när han erövrade WBO-titeln i Bantamvikt men då WBO är en mindre organisation än de tre stora förbunden, WBC, WBA och IBF räknade inte The ring magazine honom som riktig världsmästare även om han ansågs vara viktklassens främste boxare. Sin första "riktiga" VM-titel vann Barrera först år 2000 när han erövrade WBC:s Fjäderviktstitel. Senare har han erövrat även både IBF- och WBC-titeln i Lätt lättvikt. Sin största seger hittills i karriären vann Barrera år 2001 när brittiske superstjärnan Naseem Hamed besegrades på poäng.
För närvarande (november 2005) har Marco Antonio Barrera Barrera gått 66 matcher, vunnit 61 (42 på K.O), förlorat 4 och 1 "no contest", d.v.s. ogiltig match. Till skillnad från den vanliga schablonbilden av boxare som "ointillegenta" och mer eller mindre kriminella individer (vilket förvisso stämmer i en del fall) lever Barrera ett lugnt liv utan skandaler och har många seriösa intressen vid sidan av ringen. Innan han bestämde sig för att satsa på en proffskarriär ville han gärma studera till advokat.